# Амилаза
Амилазата е ензим, който катализира хидролизата на нишесте, гликоген и други полизахариди, като разкъсва глюкозидните връзки между 1-вия и 4-тия въглероден атом.
Съществуват три вида:
- α-амилаза – среща се при животните, растенията и различни микроорганизми, като при реакциите се образуват основно декстрини;
- β-амилаза – характерна е за висшите растения, катализира образуването на малтоза и високомолекулни декстрини;
- γ-амилаза (също глюкоамилаза) – открива се при животните, някои видове гъби, бактерии и други, катализира образуването на глюкоза и декстрини.

В храносмилането участват α-амилазата, която се съдържа в слюнката и се отделя и от панкреаса, и γ-амилазата, която се отделя от панкреаса. Амилазите намират приложение в хранително-вкусовата промишленост, например при производството на някои алкохолни напитки и тестени изделия и при получаването на глюкоза от нишесте.